# Bangkok Tennis Classic
Il Bangkok Tennis Classic è stato un torneo di tennis facente parte del Grand Prix giocato dal 1980 al 1982 a Bangkok in Thailandia su campi in sintetico indoor.

## Albo d'oro

### Singolare
| Anno | Vincitore      | Finalista     | Punteggio |
| ---- | -------------- | ------------- | --------- |
| 1980 | Vijay Amritraj | Brian Teacher | 6–3, 7–5  |
| 1981 | Bill Scanlon   | Mats Wilander | 6–2, 6–3  |
| 1982 | Mike Bauer     | Jim Gurfein   | 6–1, 6–2  |

### Doppio
| Anno | Vincitori                  | Finalisti                    | Punteggio     |
| ---- | -------------------------- | ---------------------------- | ------------- |
| 1980 | Ferdi Taygan Brian Teacher | Tom Okker Dick Stockton      | 7–6, 7–6      |
| 1981 | John Austin Mike Cahill    | Lloyd Bourne Van Winitsky    | 6–3, 7–6      |
| 1982 | Mike Bauer John Benson     | Charles Strode Morris Strode | 7–5, 3–6, 6–3 |